# Gampong Lhee
Gampong Lhee is een bestuurslaag in het regentschap Aceh Timur van de provincie Atjeh, Indonesië. Gampong Lhee telt 978 inwoners (volkstelling 2010).